# Ten Days in the Valley
Ten Days in the Valley ist eine US-amerikanische Fernsehserie des Senders American Broadcasting Company, die ab dem 1. Oktober 2016 ausgestrahlt wurde. Bereits nach vier ausgestrahlten Episoden wurde die Serie, die schon im Jahr 2016 mit einer Direktbestellung versehen wurde, Ende Oktober 2017 aus dem Programm genommen. Eine Fortsetzung der Ausstrahlung fand jeweils Samstags vom 16. Dezember 2017 bis zum 6. Januar 2018 statt.

## Handlung
Das Leben einer Fernsehproduzentin verkompliziert sich, nachdem ihre junge Tochter mitten in der Nacht aus dem Haus verschwindet und ihr Berufsleben daraufhin mit ihrem Privatleben kollidiert.